# Biflustra perambulata
Biflustra perambulata is een mosdiertjessoort uit de familie van de Membraniporidae. De wetenschappelijke naam van de soort is voor het eerst geldig gepubliceerd in 2009 door Louis & Menon.